# 345 هـ
345 هـ هي سنة في التقويم الهجري امتدت مقابلةً في التقويم الميلادي بين سنتي 956 و957.

## مواليد
- أحمد بن علي الباغائي
- محمد بن بكر الفرسطائي

## وفيات
- أبو عبد الله التستري
- أبو عمر الزاهد
- ابن أبي هريرة
- ابن الحداد
- مبرمان